# Teletón Chile de 2016
O Teletón Chile de 2016 foi a vigésima oitava versão da campanha de solidariedade que acontece no Chile, e levanta fundos para a reabilitação de crianças com deficiência física. Começou na Plaza de Armas em Santiago às 22h (UTC -3) de sexta-feira 2 de dezembro, e se transladou ao Teatro Teletón às 22h30 para transmitir dali até às 21h do sábado 3 de dezembro, e do Estádio Nacional do Chile a partir das 22h na reta final. A criança símbolo desta edição foi Vicente Jopia.
O tema desta edição foi "O Abraço do Chile", aludindo à necessidade de unidade em meio a um cenário de crise económica, política e social, situação que se tornou evidente com o pouco entusiasmo presente durante o dia. Às 21h do sábado a cifra somente havia chegado a metade da meta (às 20h, era pouco mais de um terço), e por isso, pensava-se que não se chegaria a meta. Às 00:52 do domingo 4 de dezembro, após 26 horas e 52 minutos de transmissão contínua, o último cômputo durante o dia de solidariedade indicou CL$ 32.040.179.848 (US$ 47,826,589.06), superando em 4,7% a meta de CL$ 30.601.978.621 Em 29 de dezembro, o gerente geral do Banco de Chile Eduardo Ebensperger, o presidente da fundação Teletón Chile Humberto Chiang e a diretora executiva Ximena Casajeros, entregaram o valor final alcançado nesta campanha, que foi de CL$ 36.079.639.839 (US$ 53,856,317.79), o que supera a meta em 17,9%.

## Campanha

### Lançamento
O lançamento oficial da campanha foi em 30 de setembro, às 11 da manhã (UTC -3), no Instituto de Reabilitação de Santiago e transmitido por todos os canais de TV aberta no pais. Foi conduzido por Don Francisco, Tonka Tomicic, Katherine Salosny, Ignacio Franzani, Rafael Araneda, entre outros animadores da televisão chilena. Foi apresentado o hino da campanha, interpretado pelos Power Peralta e o grupo Noche de Brujas com as crianças e jovens da unidade de terapia musical.

### Antecedentes
Em 4 de novembro, durante uma reunião de trabalho foi realizada no Sheraton Hotel, Patricio López, coordenador geral do evento televisivo, anunciou que a ênfase especial será este ano sobre a participação cidadã com atividades como "A grande festa do Chile", que seria a abertura na Plaza de Armas com números musicais. Será a primeira vez que a abertura do "dia da solidariedade" deixa o Teatro Teleton, a ideia é que Don Francisco dê o pontapé inicial estando perto de pessoas e motivando para que o público se junte às 27 horas de amor.
«O objetivo é que todo o país sinta e viva uma verdadeira celebração da solidariedade; que consigamos transmitir que esta é uma obra de Chile. E que lugar melhor para fazê-lo que a partir do "Quilômetro 0" para irradiar entusiasmo dali para o resto do país».— Don Francisco
Em 17 de novembro foram confirmados novos artistas que participariam do dia de solidariedade. Sobre os progressos em relação ao programa de televisão, a diretora executiva da Fundação Teleton, Ximena Casarejos, disse:
«Estamos trabalhando para fazer um programa divertido e participativo. Temos diferentes gostos e estilos musicais, escritórios com o Chile mobilizado e histórias de vida que demonstram o valor do trabalho que fazemos. Queremos um Teletón que "viva" nas ruas, no bairro com a família. Queremos abraçar a alegria de ser um país unido e que os chilenos que vivem no exterior, ou estrangeiros residentes no Chile, abracem uns aos outros e vivam mais uma vez o espírito deste trabalho, que é um orgulho para o país, nestes 2 e 3 de Dezembro».— Ximena Casarejos

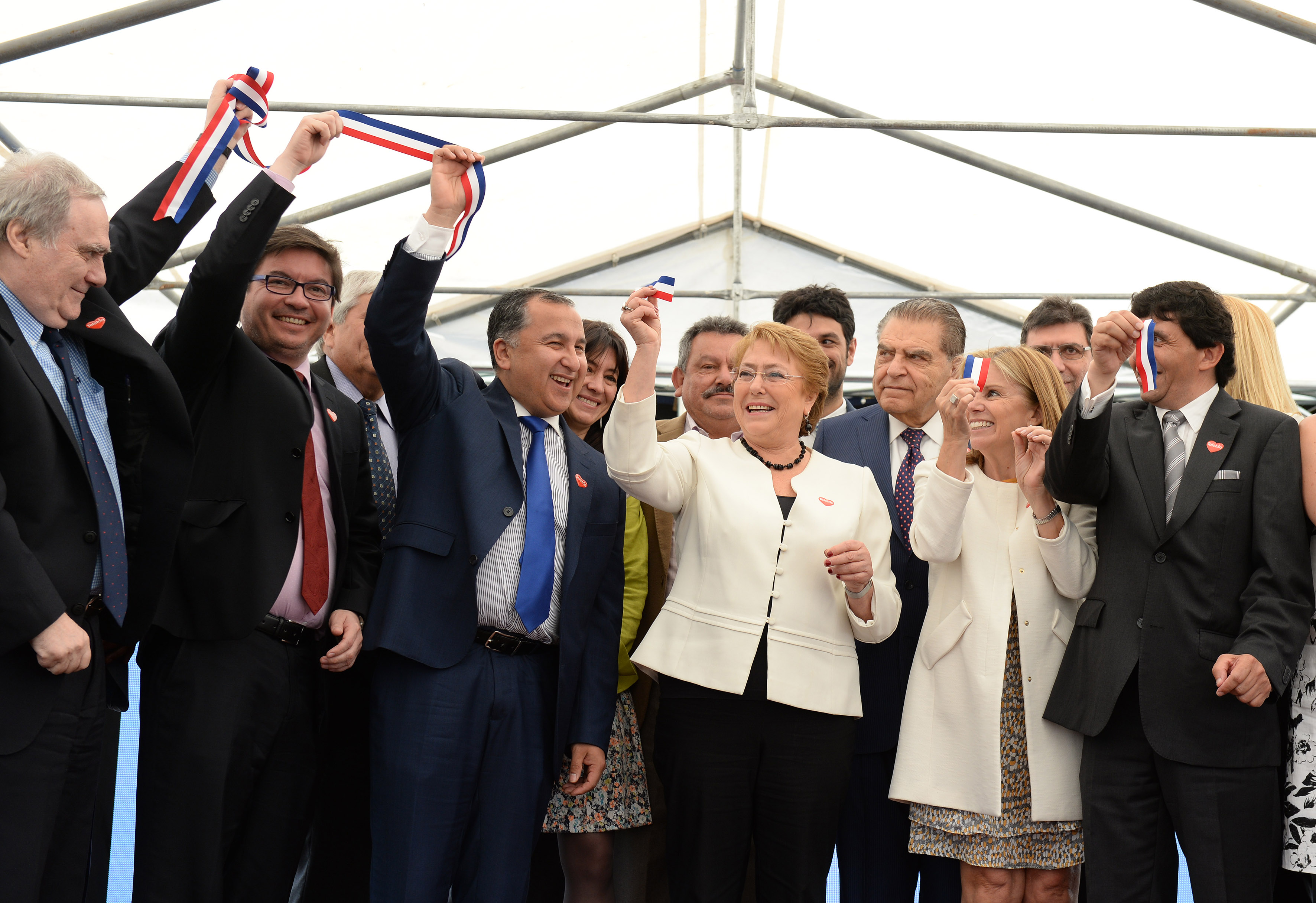
Inauguração do Instituto Teletón em Valdivia.

Em 22 de novembro foi inaugurado o Instituto Teletón em Valdivia, cerimônia que contou com a presença da presidenta Michelle Bachelet e outras autoridades.
Nos dias 28 e 29 de novembro foram entregues os ingressos dos Teatro Teletón, Estádio Nacional de Chile e Teatro Caupolicán. As pessoas que chegaram conseguiram acesso a dois bilhetes gratuitos aos quais é extremamente proibida a venda. Para o teatro foram postos à disposição 2.400 bilhetes, e para o estádio 40.000 que se esgotaram durante os 2 dias.
Pela segunda vez consecutiva, foi realizado às 11h da manhã da sexta 2 de dezembro o "Matinatón". Os programas matinais Bienvenidos (Canal 13), Muy buenos días (TVN), Mucho gusto (Mega), La mañana (Chilevisión) e Hola Chile (La Red) se juntaram para apresentar este bloco com Don Francisco. Nesta oportunidade, a equipe do Mucho Gusto foi anfitriã.

### Gira Teletón
A "Gira Teletón" começou em 9 de novembro e foi transmitida por Streaming pelo site web do Teletón e também pelo Facebook Live. Na zona norte, atos foram realizados nas cidades:
- Arica: 9 de novembro
- Iquique: 10 de novembro
- Antofagasta: 11 de novembro
- Copiapó: 12 de novembro
- La Serena: 13 de novembro

Depois de uma pequena pausa, a delegação retomou a sua viagem para o sul sobre o chamado "trem da solidariedade". A seção inclui as seguintes cidades:
- Talca: 16 de novembro
- Concepción: 17 de novembro
- Temuco: 18 de novembro
- Valdivia: 19 de novembro
- Puerto Montt: 20 de novembro

Os artistas nesta turnê são: Noche de Brujas, Megapuesta, Sinergia, Eyci and Cody, Guachupé, Los Viking's 5, entre outros. Eles foram acompanhados por apresentadores Karen Doggenweiler, Eduardo Fuentes, Rafael Araneda, Luis Jara, Karol Lucero, entre outros.
Além disso, como é tradição desde a turnê de 2012, algumas paradas foram feitas em cidades intermediárias, onde a delegação fez apresentações. Estes "mini-shows" foram realizadas em:
- Rancagua, Rengo, San Fernando e Chimbarongo: 16 de novembro
- Linares, Parral, Chillán e San Rosendo: 17 de novembro
- Renaico, Collipulli e Victoria: 18 de novembro
- San José de la Mariquina e Máfil: 19 de novembro
- Osorno: 20 de novembro

## Participantes

### Artistas
| - J Balvin - Prince Royce - Río Roma - Toco Para Vos - Alkilados - Cali y El Dandee - Gente de Zona - Diego Topa - Luciano Pereyra - Américo - Luis Jara - Valentín Trujillo | - Power Peralta - C-Funk - Loreto Canales - Augusto Schuster - Consuelo Schuster - Luiz Pedraza - Denise Rosenthal - Chancho en Piedra - Tommy Rey - Sonora Palacios - Franco de Vita - Paty Cantú | - Jorge González - Coral de Carabineros de Chile - Los del Río - Daniela Castillo - Douglas - Juan David Rodríguez - Johnny Sky - Los Viking's 5 - Kudai - Combo Tortuga - Tomo como Rey - Sepamoya | - Garras de Amor - Mario Guerrero - Leo Rey - Cachureos - Cantando aprendo a hablar - El circo de Pastelito y Tachuela Chico - La Otra Fe - Simoney Romero - Leandro Martínez - Carolina Soto - Álvaro Véliz - Lucía Covarrubias | - Paloma Soto - Francisca Sfeir - Hueso Carrizo - Bafochi - Inti-Illimani Histórico - Madvanna - María Colores - Rigeo - Nahuel Penissi - Noche de Brujas - Jordan |

### Apresentadores
| - Don Francisco - Cecilia Bolocco - Eduardo Fuentes | - Diana Bolocco - Martín Carcamo - Javiera Contador | - Kike Morandé - Karen Doggenweiler - Tonka Tomicic | - Carolina de Moras - Katherine Salosny - Rafael Araneda | - Luis Jara - Cristián Sánchez - José Miguel Viñuela |

### Transmissão ao ar livre
| - José Antonio Neme | - Juan Carlos Valdivia | - Scarleth Cárdenas | - Gonzalo Ramírez | - Ignacio Franzani |

### Telecarpool
| - Sergio Lagos |

### Backstage
| - Nicolás Copano(Teletón Live) - Javiera Icaza(Teletón Live) | - Nachita Pop(Teletón Live) | - Catalina Edwards | - Juan Pablo Queraltó | - Caren Bejarano |

### Mesa digital
| - Fernando Godoy(Regiões de Arica-Parinacota e de Taparacá) - Íngrid Cruz(Região de Antofagasta) | - Carolina Arregui(Região de Atacama) - Jennifer Warner(Regiões de Coquimbo e Valparaíso) | - Leo Caprile(Região metropolitana) - Ignacio Gutiérrez(Regiões de O'Higgins e o Maule) | - Karol Dance(Regiões do Bío-Bío e La Araucania) - Carolina Mestrovic(Regiões do Los Ríos e do Los Lagos) | - Oscar Álvarez(Regiões de Aysén e de Magallanes) - Francisco Saavedra(Antártica, Ilha de Páscoa, Arquipélago Juan Fernández; Aplicatón) |

### Rádios
| - ADN Radio Chile - Radio Cooperativa - Radioactiva | - Play FM - Romántica FM | - Oasis FM - Sonar FM | - Tele13 Radio - Radio Carolina | - Radio La Clave - Disney Chile |

## Transmissão

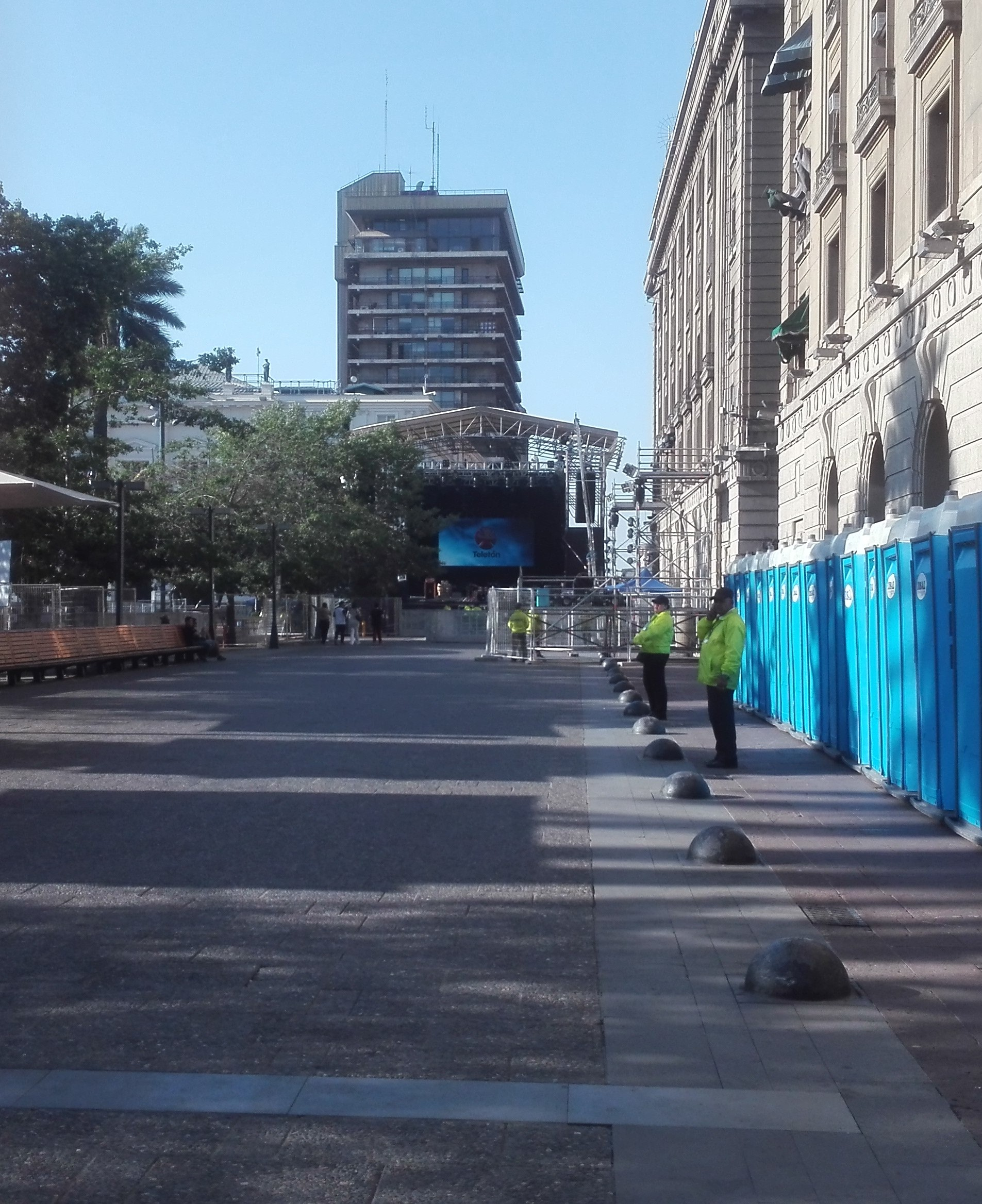
Cenário ocupado na abertura do evento na Plaza de Armas de Santiago.

A transmissão do evento foi realizada em conjunto por todos os canais da ANATEL::
- Telecanal
- La Red
- UCV Televisión
- TVN
- Mega
- Chilevisión
- Canal 13

Em 17 de julho de 2014, La Red renunciou sua afiliação à ANATEL porém, continuou a transmitir o evento.
Como novidade, esta versão começou o primeiro "Teletón Live", experiência ao vivo no Facebook Live que permitiu seguir alternativamente, com escitórios regionais, mostrando a participação dos telespectadores e revelando ângulos diferentes do da cobertura televisiva. Dentro do "Teletón Live" se destacaram "A previa do Teatro Teletón" e "Preparando o Estádio", ambas anfitriadas por Nicolás Copano e Javiera Icaza. Assim, 2h antes da abertura, os telespectadores conheceram detalhes sobre a jornada solidária e a mesma situação enquanto os canais de TV exibiam seus noticiários às 21h de sábado, os anfitriões mostraram o Estádio previamente, pois é o local onde será o final.